# The seventh degree of separation
The seventh degree of separation is een studioalbum van de Britse band Arena. Op dit album debuteert Arena-zanger Paul Manzi, die de vertrokken Rob Sowden verving. Eveneens verdwenen was bassist Ian Salmon. Oudgediende John Jowitt woerd bereid gevonden om opnieuw de rol van bassist op zich te nemen.
- Paul Manzi – zang
- John Mitchell – gitaar, zang
- John Jowitt – basgitaar
- Clive Nolan – toetsinstrumenten, zang
- Mick Pointer – slagwerk

De band doorbrak met het album een stilte (op plaatgebied) van zes jaar, alleen het verzamelalbum Ten years on verscheen. Pointer was in die tussentijd bezig met een toer ter viering van het 25-jarig bestaan van Script for a Jester's Tear van Marillion (Pointers eerste professionele band). Nolan ging op pad om zijn werk She onder de naam van Caamora aan de man te brengen. Een nieuw album werd wel voorspeld, maar bleef lange tijd uit. Midden 2011 kwam het bericht dat Arena bezig was met een nieuw album onder de werktitel The tinder box (tondeldoos). Het album is een conceptalbum en behandelt de scheidslijn tussen leven en dood, een onderwerp geïnspireerd door het recente overlijden van een aantal van de ouders van Nolan en Pointer.
De muziek is in vergelijking tot eerdere albums minder symfonisch. In plaats daarvan leunen de nummers meer in de richting van het geluid van de eveneens Engelse groep Threshold. Dit is uiteraard (mede) veroorzaakt door de mix van Karl Groom. Groom is naast eigenaar van de Thin Ice Studios, de plek waar het album werd opgenomen, ook gitarist van Threshold. Als gevolg van een en ander kreeg het album hoge waarderingen vanuit de rock/metal-scene (het cijfer negen in het blad Aardschok), maar minder hoge waarderingen vanuit de symfonische hoek (geen van de redactieleden van het radioprogramma Xymphonia noemt het album in het jaarlijstje van 2011).
Het album wordt overigens niet uitsluitend bij Groom opgenomen. Ook de privé-studio's van Jowitt (Nomade Studio, voor de basgitaarpartijen) en die van Mitchell (Outhouse Studio, voor de gitaarpartijen) worden gebruikt. Het album verschijnt eveneens op elpee. Van enkele concerten van de toer zijn opnames gemaakt en in 2013 worden die uitgebracht op het album Arena: Live.

## Muziek
Alle teksten van Nolan met wat aanvullingen door Manzi 

| Nr. | Titel                                      | Duur |
| --- | ------------------------------------------ | ---- |
| 1.  | The great escape (Nolan)                   | 4:39 |
| 2.  | Rapture (Pointer, Nolan)                   | 4:31 |
| 3.  | One last au revoir (Nolan, Jowitt)         | 4:37 |
| 4.  | The ghost walks (Nolan, Pointer, Mitchell) | 3:17 |
| 5.  | Thief of souls (Pointer, Nolan)            | 4:11 |
| 6.  | Close your eyes (Nolan)                    | 3:40 |
| 7.  | Echoes of the fall (Nolan)                 | 2:27 |
| 8.  | Bed of nails (Nolan, Pointer, Mitchell)    | 4:39 |
| 9.  | What if? (Mitchell,Nolan)                  | 4:34 |
| 10. | Trebuchet (Nolan, Pointer, Jowitt)         | 3:40 |
| 11. | Burning down (Nolan, Pointer, Jowitt)      | 4:31 |
| 12. | Catching the bullet (Pointer, Nolan)       | 7:43 |
| 13. | The tinder box (Nolan)                     | 4:15 |

De faneditie bevatte de dvd: The making of...